# Stixered
Stixered är en by i Krogsereds socken, Falkenbergs kommun.
Byn Stixered är belägen invid vägen mellan Krogsered och Fegen och består av nio gårdar. Det finns två teorier om vad ortnamnet egentligen betydde från början. Man är överens om att "Stixered", betyder röjning vid Stixsjön (En liten sjö i utkanten av byn), den ena teorin menar att stixsjön fått sitt namn av att s.k stigmän härjade vid sjön vid tidig medeltid, den andra härleder namnet till att man använt ett fiskeredskap kallat stek på svenska, men dialektalt kan det ha uttalats stik. 
Man ser inte byn från landsvägen, så många som för första gången besöker Stixered häpnas av att se en stor 50 hektars sandslätt uppenbara sig mitt inne i skogen, i byn finnes nära ett hundra hektar åkermark och Stixered anses vara det bäst lämpade området i hela Krogsered för jordbruk. Byn har cirka 20 fastboende invånare. Grannbyar är : Tångabo, Givhult, Långhult, Vismhult och Skog i Krogsereds socken, samt Sandsered i Drängsereds socken.